# Mix FM Salvador
Mix FM Salvador é uma estação de rádio brasileira concessionada no município de Camaçari, porém sediada em Salvador, ambas respectivamente cidade e capital do estado da Bahia. Opera no dial FM, na frequência 104.3 MHz, sendo afiliada à Mix FM. Pertence ao Grupo Lomes de Comunicação, que controla diversas emissoras de rádio na Bahia e em Sergipe. A emissora é originada do dial AM, onde operou na frequência 1050 KHz. Seus estúdios estão localizados no bairro de Pernambués, em Salvador. Sua transmissão é composta por duas Estações transmissoras (Sistema Irradiante), tendo a Estação Principal, na classe A1, localizada na Fazenda Torrão, próximo a BA-099, no bairro de Abrantes, em Camaçari; e a Estação Complementar, na classe A4, localizada na Rua Numa Pompilho Bittencourt, no bairro de Pernambués, em Salvador.

## História

### Rádio Metropolitana (1987–2007)
A emissora foi fundada em junho de 1987 como Rádio Metropolitana, sendo sediada em Camaçari. Inicialmente, operava na frequência AM 1050 kHz. Em 1997, a emissora passa a ser controlada pelo mesmo grupo que também administrava a TV Camaçari na cidade, integrando a Rede Camaçari.
No final da tarde do dia 16 de dezembro de 2004, funcionários da emissora invadiram a sede da Rede Camaçari para protestar contra atrasos de salário. A Rádio Metropolitana, juntamente com as então emissoras irmãs Camaçari FM e TV Camaçari, foi retirada do ar, e os funcionários afirmaram que as emissoras só teriam as atividades normalizadas após o pagamento dos salários.

### Aquisição pelo Grupo Lomes e multiplas afiliações (2007–2017)
A rádio foi adquirida pelo Grupo Lomes de Radiodifusão em 2007, devido aos diversos problemas financeiros enfrentados pela Rede Camaçari. A partir de sua aquisição, a emissora passa a ser a primeira afiliada à CBN na região de Salvador, em março.
A afiliação da CBN com a emissora dura até 5 de dezembro de 2009, quando a emissora assume a nomenclatura Rádio Notícias. A nova fase da emissora tinha comando do pastor e deputado federal Milton Barbosa, e tinha programação essencialmente religiosa, com várias congregações dividindo espaço na programação. A emissora também transmitia um programa jornalístico apresentado por Ruy Spinola. No entanto, a emissora interrompe suas atividades em meados de 2010.  
Em janeiro de 2012, após 2 anos fora do ar, a emissora retoma as suas transmissões e se afilia à rede Jovem Pan. A afiliação é mantida até 2014, quando a emissora passa a ser uma afiliada da Transamérica Hits.
Em 2017, é encerrada a afiliação com a Transamérica Hits, e a emissora passa a se chamar Rádio Regional. No entanto, acaba por ser desativada para iniciar o processo de migração do AM para o FM.

### Rádio Globo (2018–2021)

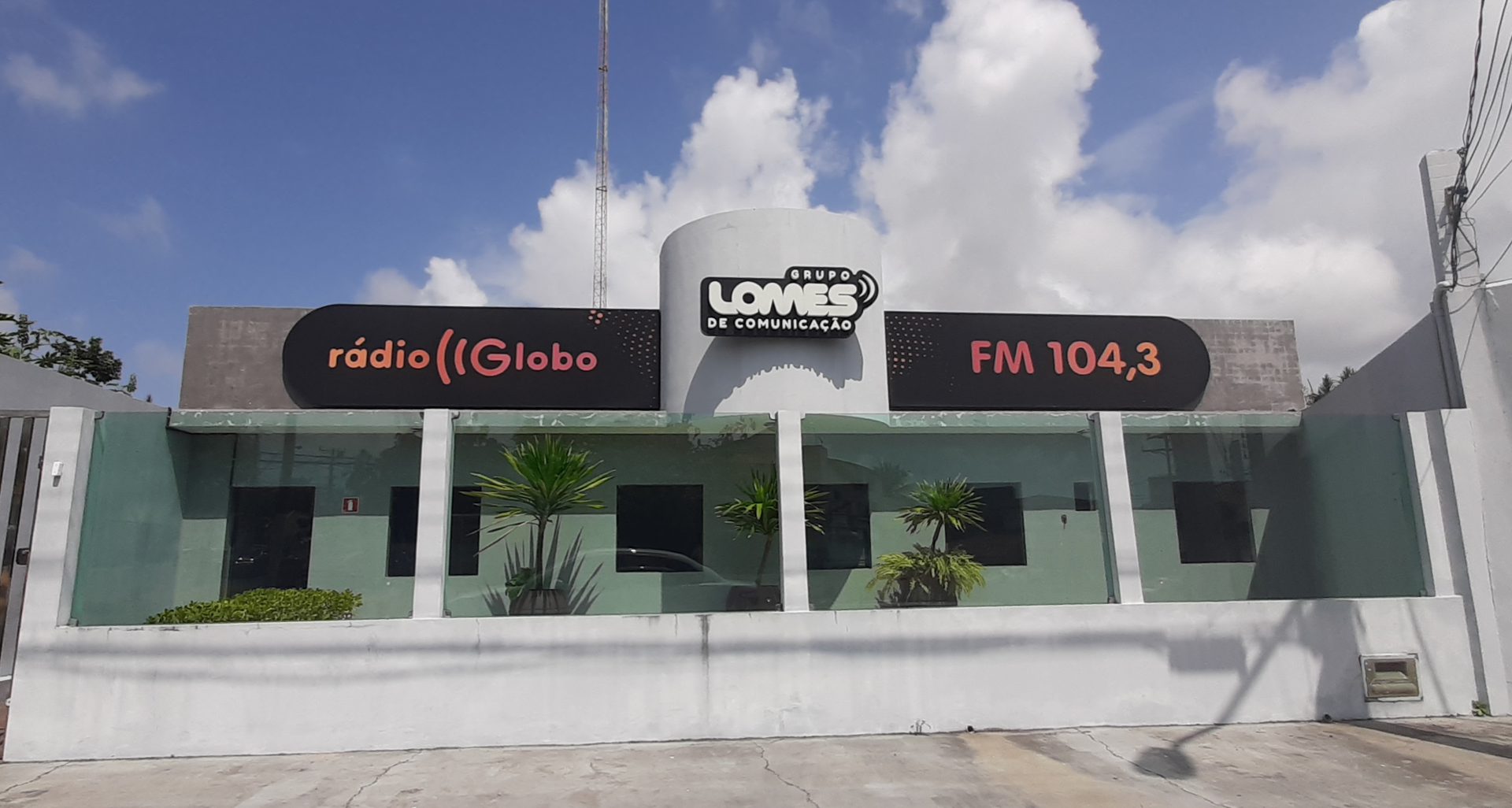
Sede da emissora em 2021.

Em janeiro de 2018, foi confirmado que a futura FM passaria a ser afiliada à Rádio Globo. Em 30 de novembro de 2018, encerrado o período experimental, a emissora é oficialmente reinaugurada, contando com uma nova sede.
Em 2019, a emissora passa a ampliar a sua programação local, e deixa de transmitir parte da programação da rede para estrear a versão local do Tá Rolando Música, na faixa vespertina. No mesmo ano, com o reposicionamento da rede, passa a adotar o formato popular.

### Digital FM (2021–2022)

Logotipo da antiga Digital FM Salvador.

Com o fim da rede, em junho de 2020, a Rádio Globo Salvador passa a operar de forma 100% local, junto com a Rádio Globo Feira de Santana. Em 5 de abril de 2021, passa a ser chamada de Rádio Globo Digital, iniciando assim o processo para a transição de marca. Em 1 de agosto, a emissora adota oficialmente a nomenclatura Digital FM, e lança uma nova programação.

### Mix FM (2022–presente)
Em 18 de fevereiro de 2022, foi confirmada a afiliação da Digital FM com a Mix FM, promovendo o retorno da rede em Salvador e no estado da Bahia quase dois anos após a desafiliação da Baiana FM, em 2 de julho de 2020. A estreia da nova afiliada estaria prevista para o mês de março. Em 29 de abril, foi confirmado que a estreia oficial ocorreria no dia 16 de maio. A fase de expectativa iniciou no dia 1 de maio com músicas e chamadas da estreia, porém ainda citando o nome Digital FM.
No dia 13 de maio, às 13h, a emissora entrou em rede com a Mix FM para realizar testes antes da estreia oficial. No dia 16, deu início à programação local às 6h com o Jornal da Mix, tendo programação musical local das 8h às 11h e 19h às 21h. No mesmo dia, ocorreu a estreia oficial, às 18h, durante o Mix Tudo.

## Programas
Além de retransmitir a programação nacional da Mix FM, a Mix FM Salvador produz e transmite os seguintes programas:
- Jornal da Mix: Jornalístico, com Cíntia Kelly, Matheus Morais e Michael Simas;
- Super Mix: Musical, com Cátia Rhawllesty;
- As 3 Mais Pedidas: Musical, com Cátia Rhawllesty e Michael Simas;
- Mix News: Variedades e Jornalístico;
- Cover Mix: Musical, com Cátia Rhawllesty e Michael Simas;
- Top Mix: Musical, com Michael Simas e Cátia Rhawllesty.